# کارل وگله
کارل وگله (انگلیسی: Karl Wegele; ۲۷ سپتامبر ۱۸۸۷ – ۱۴ نوامبر ۱۹۶۰) بازیکن فوتبال اهل آلمان بود.
از باشگاه‌هایی که در آن بازی کرده‌است می‌توان به باشگاه فوتبال کارلسروهه اشاره کرد.
وی همچنین در تیم ملی فوتبال آلمان بازی کرده‌است.